# 小笠原貞宗
小笠原 貞宗（おがさわら さだむね）は、鎌倉時代後期から室町時代前期の武将。信濃小笠原氏の当主。信濃守護。

## 生涯
正応5年（1292年）4月12日、信濃国松尾（現・長野県飯田市）に生まれる。ただし、信濃国の小笠原氏の本拠地とされる伊賀良荘は鎌倉幕府滅亡後に恩賞として貞宗に与えられたと考えるのが近年の有力説であり、幕府滅亡前に小笠原氏の本拠地があったとされる甲斐国巨摩郡出身の可能性もある。
北条貞時から偏諱（「貞」の字）を受けて、貞宗と名乗っていることから明らかであるように、当初は鎌倉幕府に仕えていた。
元弘元年（1331年）からの元弘の乱では新田義貞に従い、足利尊氏（高氏）らとともに後醍醐天皇の討幕運動を鎮圧に加わり、北条貞直に属して楠木正成の赤坂城を攻めた（『光明寺残篇』）。
元弘2年/正慶元年（1332年）9月、北条高時が京へ派遣した上洛軍のなかに、小笠原彦五郎（貞宗）の名がある。
建武元年（1333年）5月、高氏が鎌倉幕府に反旗を翻すとこれに従い、鎌倉の戦いに参加した。同年、この功績により、信濃国の守護（信濃守守護）に任ぜられ船山郷（現在の千曲市）に船山守護所を設けた。
中先代の乱では北条残党により守護所や国衙（現在の松本市）を襲撃されて国司を殺され、鎌倉進軍を阻止できなかったが、駆け付けた村上信貞らの加勢もあって鎮圧後、尊氏が後醍醐天皇から離反すると（建武の乱）、これに従った。乱における国衙焼失後、後醍醐天皇の任命した後任の国司堀川光継を筑摩郡浅間宿に出迎えている。
建武3年/延元元年（1336年）5月、後醍醐天皇が比叡山へ逃れ、足利方が入京した。この際、9月中旬、貞宗は上洛の途中、近江で新田義貞と脇屋義助を破り、援軍に来た佐々木道誉ら足利方本軍と共に、後醍醐方の兵糧を絶つ目的で29日まで琵琶湖の湖上封鎖を行い、これが決定打となって建武の乱は10月10日に終結した（近江の戦い）（『梅松論』下）。
その後も一貫して、貞宗は北朝側の武将として、金ヶ崎の戦い、青野原の戦いなど各地を転戦し、暦応3年/興国元年（1340年）6月には幕命により、上野国守護上杉憲顕と共に、越後の妻有荘（現・新潟県津南町）に新田義宗を攻め、また、同年10月には、遠江から信濃南朝方の拠点である伊那谷に入った北条時行を大徳王寺城に破り、康永元年/興国3年（1342年）には高師冬の救援要請を受けて常陸に北畠親房を攻めた。
建武2年9月には安曇郡住吉荘を、正平2年/貞和3年4月には近府春近領を与えられ、信濃府中に進出する足掛かりを得た。
興国5年/康永3年（1345年）11月12日、貞宗は嫡子の政長に、守護職及び甲斐国原小笠原荘・信濃国伊賀良荘などの小笠原氏惣領の主たる所領を譲った。
正平2年/貞和3年（1347年）5月26日、貞宗は京都で死去した。56歳没。

## 小笠原流礼法について
現在も続く小笠原総領家では貞宗を小笠原流礼法の中興の祖としている。貞宗は弓馬術に礼式を加え、弓・馬・礼の三つを糾法と称し、小笠原伝統の基盤を作った。さらに、後醍醐天皇より「小笠原は武士の定式なり」との御手判と「王」の字を家紋に賜った。特に騎射に優れ犬追物を復活させ晩年には今川氏、伊勢氏、小笠原氏の三家の武家礼節の書「三義一統」を著した。剃髪し開善寺（飯田市）を創立し俗に開善寺入道と称されている。